# 花高體鯧
花高體鯧（学名：Schedophilus maculatus）為輻鰭魚綱鱸形目鯧亞目長鯧科的其中一種，分布於南印度洋海域，棲息深度1030-1110公尺，屬深海魚類，體長可達30公分，成魚棲息在中上層水域，幼魚則躲在水母觸鬚中。
其种加词“maculatus”意为“有斑点、斑块、斑纹的”。